# Кумыков, Виктор Балютович
Ви́ктор Балю́тович Кумыко́в (12 мая 1963, Нальчик, Кабардино-Балкарская АССР, РСФСР, СССР) — советский футболист, вратарь и российский футбольный тренер.

## Карьера
Родился в столице Кабардино-Балкарии Нальчике. Играл за местные любительские клубы.
В 1982 году был приглашён в «Ротор» Волгоград, который годом ранее завоевал путевку в 1-ю лигу. Однако Кумыков в основном составе практически не играл и по окончании сезона покинул клуб.
В 1987 году играл за «Спартак» Нальчик во 2-й лиге. Позже в этом же клубе начал свою тренерскую карьеру, так как не мог продолжать играть из-за полученной травмы.
В начале 2000-х уехал в Казахстан и работал главным тренером семипалатинского «Елимая», кокшетауского «Есиля» и кызылординского «Кайсара». В 2004 году Кумыков в одном из матчей увёл команду с поля из-за разногласий с судьей матча. «Кайсару» в оставшихся десяти матчах были засчитаны поражения, а клуб был отправлен в первую лигу. После этого инцидента Федерация футбола Казахстана временно лишила Кумыкова лицензии на занятие тренерской деятельностью в Казахстане.
Два года не тренировал ни один профессиональный коллектив, в 2006 году принял нальчикскую команду «Мегафон-Кавказ», которая играла в любительской лиге, но по ходу сезона снялась с соревнования из-за недостаточного финансирования.
В том же году Кумыков снова приехал в Среднюю Азию и четыре года возглавлял узбекские клубы «Машъал» и «Насаф», которые занимали высокие места в своём национальном чемпионате и выступали в клубных турнирах Азии.
С 2011 года по 2014 год являлся главным тренером карагандинского клуба «Шахтёр», выступающего в Премьер-лиге Казахстана. За это время «Шахтёр» дважды стал чемпионом Казахстана, выиграл Кубок и Суперкубок страны, первым из казахстанских клубов дебютировал в еврокубках. Кумыков был трижды (2011—2013) признан «Тренером года» в Казахстане.
В конце 2010 года аким (губернатор) крупнейшей в Казахстане Карагандинской области и президент футбольного клуба «Шахтёр» Серик Ахметов снова пригласили Кумыкова в Казахстан, поставив ему задачи выиграть чемпионат страны и участвовать в еврокубках. В первый же год под его началом клуб впервые стал чемпионом страны 2011 года. Успех был повторён в 2012 году, а в 2013 году клуб выиграл Кубок Казахстана и Суперкубок. В Лиге чемпионов 2013/14 «Шахтёр» вышел в плей-офф, где в упорной борьбе уступил шотландскому «Селтику» (2:0, 0:3) и попал в групповой этап Лиги Европы 2013/14. Оба достижения были первыми для казахстанских клубов. Но в сезоне 2014 года Кумыков начал вести странную трансферную политику, в итоге команда не завоевала призов, и контракт было решено не продлевать.
В декабре 2014 года Кумыков перешёл в шымкентский «Ордабасы», который в том сезоне занял четвёртое место, и подписал контракт на полтора года. Но уже в августе 2015 года ушёл с поста главного тренера. Одновременно он был уволен с должности помощника своего земляка главного тренера сборной Казахстана Юрия Красножана, которому помогал с февраля 2014 года.
В декабре 2015 года Кумыков прилетел в Узбекистан рассмотреть предложения ташкентского «Бунёдкора» и «Бухары», но стороны не договорились.
В июле 2016 года подписал контракт с уральским «Акжайыком», но руководство казахстанского футбола отменило соглашение. Кумыков стал тренировать узбекский клуб-середняк «Алмалык».
В июле 2018 года подписал контракт с казахстанским клубом «Атырау», аутсайдером Премьер-лиги. Сумел удержать клуб в Премьер-лиге, заняв 9 место в одном очке от зоны вылета. Но 27 апреля в связи с неудачным стартом команды в сезоне 2019 (предпоследнее место после 9 игр) был отправлен в отставку.

## Достижения в качестве тренера

### Командные
«Машъал»
- Финалист Кубка Узбекистана: 2006

 «Насаф»
- Бронзовый призёр чемпионата Узбекистана: 2009, 2010

 «Шахтёр» (Караганда)
- Чемпион Казахстана (2): 2011, 2012
- Обладатель Кубка Казахстана (1): 2013
- Обладатель Суперкубка Казахстана (1): 2013
- Итого: 4 трофея

### Личные
- Тренер года в Казахстане (3): 2011[16], 2012[17], 2013
- Тренер года по версии sportinfo.kz: 2011[18]

## Личная жизнь
Родился в Кабардино-Балкарии. По национальности адыгеец. Семья до сих пор проживает в Нальчике. Жена Ирина — перинатальный психолог в городской поликлинике. Отец был экскаваторщиком, мать — бухгалтером. У Кумыкова также есть три брата и одна сестра. Старший сын Азамат выучился в Великобритании, в Брадфордовском университете, на футбольного менеджера. Средний Артур и младший Алим — футболисты. Артур, как и отец, является вратарём.
Основным увлечением Кумыкова является история. В свободное время любит ходить в музеи.